# Accumulazione di ghiaccio nel ghiacciaio

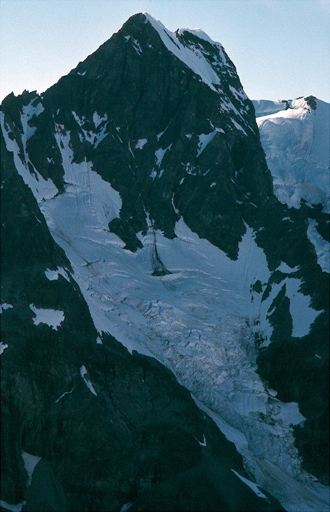
Fotografia aerea che mostra un piccolo ghiacciaio sospeso non specificato situato nella catena del Chugach, nei pressi del Cordova Peak, Chugach National Forest, Alaska.

L'accumulo di ghiaccio nel ghiacciaio si realizza per mezzo della neve e altri tipi di precipitazioni da gelo, così come attraverso altri mezzi compreso la calabrosa (congelamento di vapore acqueo sulla superficie del ghiacciaio), le valanghe (provocate dai ghiacciai sospesi o pendenti dalle falesie e dai versanti montani sovrastanti) e il ri-congelamento dell'acqua di fusione del ghiacciaio come ghiaccio sovrapposto. L'accumulazione è uno elemento della formula di bilancio di massa del ghiacciaio, in contrapposizione all'ablazione. Negli anni successivi, quando l'accumulo verrà ad eccedere l'ablazione, allora il ghiacciaio sperimenterà un bilancio di massa positivo, e il suo termine avanzerà.

## Zone di accumulo
I glaciologi suddividono i ghiacciai in zone di accumulo, basati sugli eventi di fusione e congelamento. Queste zone comprendono la zona con neve secca, in cui il ghiaccio conserva interamente la temperatura al di sotto del punto di congelamento e dove non si verifica nessuna fusione. Le zone con neve secca si hanno soltanto nelle regioni dell'entroterra della Groenlandia e nei ghiacciai dell'Antartide. Al di sotto della zona secca vi è la zona di percolazione, dove penetra un po' l'acqua di fusione giù dentro il ghiacciaio congelando.  Nella zona di neve umida, tutta la neve stagionale fonde.  L'acqua di fusione percola in profondità nel ghiacciaio o scorre giù nel ghiacciaio dove può congelarsi come ghiaccio sovrapposto.  Una linea di equilibrio del ghiacciaio è situata al limite inferiore della zona di neve umida.